# Prifinium bromide
Prifinium bromide là một thuốc kháng muscarinic.